# BMD-2
BMD-2 là một loại xe chiến đấu bộ binh đổ bộ đường không, được đưa vào trang bị năm 1985. Nó là một biến thể của BMD-1 với tháp pháo mới và một số thay đổi ở thân. BMD có nghĩa là Boyevaya Mashina Desanta (Боевая Машина Десанта, literally "Xe chiến đấu đổ bộ đường không"). Nó được phát triển để thay thế BMD-1 nhưng cuối cùng kế hoạch này đã thất bại do sự sụp đổ của nền kinh tế Xô viết vào thập niên 1980. Tên định danh NATO là BMD M1981/1.

## Biến thể
- BMD-2 (Ob'yekt 916) – Mẫu cơ bản[8]
- BMD-2K (K có nghĩa là komandirskaya – chỉ huy) – Biến thể xe chỉ huy, có thêm các anten và thiết bị liên lạc.[8]
- BMD-2M – BMD-2 hiện đại hóa. Một số cải tiến như súng phóng lựu đạn khói ở bên hông.[8]

## Quốc gia sử dụng
- Ấn Độ
- Nga – Khoảng 361 xe đang hoạt động và hơn 1.500 xe khác đang niêm cất.[12]
- Ukraina - 63 xe vào năm 1995, 78 xe vào năm 2000 và 2005.[13]
- Uzbekistan - 9 xe vào năm 2000 và 2005 2005.[14]
- Cameroon – Có khoảng 100-200 BMD-2 mua từ Nga.[15]

### Từng sử dụng
- Liên Xô